# 北京中路街道
北京中路街道，是中华人民共和国宁夏回族自治区銀川市金凤区下辖的一个乡镇级行政单位。

## 行政区划
北京中路街道下辖以下地区：
锦绣苑社区、蓝山名邸社区、安居苑社区、民生花园社区、清馨园社区和森林公园社区。